# Psalidognathus vershinini
Psalidognathus vershinini es una especie de escarabajo longicornio del género Psalidognathus, tribu Prionini, subfamilia Prioninae. Fue descrita científicamente por Zubov & Titarenko en 2019.

## Descripción
Mide 60-65 milímetros de longitud.

## Distribución
Se distribuye por Ecuador.